# لیسا دارمانین
لیسا دارمانین (انگلیسی: Lisa Darmanin؛ زادهٔ ۲۷ اوت ۱۹۹۱) قایقران قایق بادبانی اهل استرالیا است.